# City of Canterbury, Australien
City of Canterbury var en kommun i Australien. Den ligger i delstaten New South Wales, i den sydöstra delen av landet, omkring 13 kilometer sydväst om delstatshuvudstaden Sydney. Antalet invånare är 148 853. Arean är 34 kvadratkilometer. Sedan 2016 är den en del av City of Canterbury Bankstown.
Följande samhällen finns i Canterbury:
- Lakemba
- Belfield
- Canterbury
- Roselands
- Clemton Park

Runt Canterbury är det i huvudsak tätbebyggt. Runt Canterbury är det mycket tätbefolkat, med 3 895 invånare per kvadratkilometer. Genomsnittlig årsnederbörd är 1 380 millimeter. Den regnigaste månaden är februari, med i genomsnitt 200 mm nederbörd, och den torraste är juli, med 36 mm nederbörd.